# Use Your Illusion
Use Your Illusion I (englisch für „Nutze deine Einbildungskraft“) und Use Your Illusion II sind zwei gleichzeitig am 17. September 1991 erschienene Studioalben der US-amerikanischen Hard-Rock-Band Guns N’ Roses. Hierbei handelt es sich um das dritte bzw. vierte Studioalbum der Gruppe. Die beiden Alben sorgten für einen erheblichen Popularitätsschub der Band, waren einzeln jedoch nicht so erfolgreich wie ihr Debütalbum Appetite for Destruction. Zwischen den Jahren 1991 und 1993 erschienen insgesamt acht Singleauskopplungen, eine gleichnamige Tournee fand ebenfalls zwischen 1991 und 1993 statt. Es entstanden insgesamt zehn Musikvideos zu den insgesamt 30 Liedern beider Alben.

## Entstehung
Im Jahr 1989 kündigte Bandleader Axl Rose an, in Kürze ganze vier Alben gleichzeitig veröffentlichen zu wollen. Im Laufe der Zeit musste dieses Versprechen auf zwei Einzelalben nach unten korrigiert werden und das Releasedatum wurde immer wieder nach hinten verschoben. Diese Verschiebungen gingen so weit, dass die angesetzte Use-Your-Illusion-Tour (1991–1993) noch vor Veröffentlichung der Alben gestartet wurde.
Am 17. September 1991 wurden beide Alben – versehen mit dem Aufkleber: This Album contains language which some listeners may find objectionable. They can F?!* OFF and buy something from the New Age section. – wie angekündigt gleichzeitig veröffentlicht und verursachten einen regelrechten Ansturm auf die Plattenläden. Innerhalb einer Woche wurden von beiden Alben insgesamt 1,5 Millionen Exemplare verkauft. Sowohl in den US Billboard-Charts als auch in den Charts vieler anderer Länder stiegen die Alben auf den Plätzen 1 und 2 ein.

### Gastmusiker
Als Gastmusiker wirkten unter anderem mit:
- Alice Cooper (The Garden)
- Michael Monroe
- Shannon Hoon
- Nikki Randall

## Musikstil
Die Alben sind nicht mehr so rau und hart wie das Debütalbum Appetite for Destruction, sondern enthalten Elemente des Blues, des klassischen Hardrock und auch Stücke von geradezu epischem Ausmaß, wie z. B. die Ballade November Rain auf Use Your Illusion I oder Estranged auf Use Your Illusion II, die jeweils rund neun Minuten lang sind. Das längste Lied beider Alben ist Coma mit über zehn Minuten.

## Beide Alben im Vergleich

### Gemeinsamkeiten
Grundsätzlich unterscheiden sich die beiden Alben eher als dass sie sich gleichen. Gemein haben die beiden Werke lediglich das Erscheinungsdatum sowie das Covermotiv (welches jedoch unterschiedlich gefärbt ist). Sowohl Use Your Illusion I als auch Use Your Illusion II enthalten je eine Coverversion (das Wings-Cover Live and Let Die auf dem ersten Album, das Bob Dylan-Lied Knockin’ on Heaven’s Door auf dem zweiten Album). Außerdem ist jeweils eine Version des Liedes Don’t Cry vertreten.

### Unterschiede
Beide Alben unterscheiden sich zum einen in der Farbgebung vom Albumcover des gleichen Motives, zum anderen aber auch musikalisch. Use Your Illusion I ist härter und gitarrenlastiger, während Use Your Illusion II deutlich Blues-geprägter ist. Das erste Album enthält 16 Lieder, Use Your Illusion II hingegen 14. Während Use Your Illusion I mit dem längsten Lied der beiden Alben endet (Coma), ist an letzter Stelle auf dem zweiten Album das kürzeste (My World) der insgesamt 30 Lieder zu finden.
Die musikalischen Differenzen beider Alben gehen überwiegend auf den Entstehungszeitpunkt der Lieder zurück. Das erste Album enthält überwiegend – aber nicht ausschließlich – Songs, die vor der Veröffentlichung ihres Debütalbums entstanden sind, Use Your Illusion II konzentriert sich hingegen eher auf die Titel, die nach Appetite for Destruction entstanden sind. Demnach ist das erste Illusion-Album eher von dem Stil des Debüts geprägt als das zweite Album, welches durch die jüngere Produktion mehr die späteren Einflüsse, etwa durch ausgewechselte Bandmitglieder, welche auch am Songwriting beteiligt waren, verarbeitet. Don’t Cry etwa war das erste Lied der Band überhaupt und taucht auf beiden Alben in unterschiedlichen Textversionen auf.
Use Your Illusion II, welches minimal erfolgreicher wurde, schaffte es u. a. in den USA, Österreich und in Großbritannien auf Platz eins der Albumcharts, Use Your Illusion I hingegen schaffte es in den genannten Ländern jeweils nur auf Rang zwei. Während aus Use Your Illusion II fünf Singles ausgekoppelt wurden, gab es von Use Your Illusion I lediglich drei Singles, diese wurden nach der ersten Single You Could Be Mine, die bereits im Sommer 1991 auf den Markt kam, alle drei hintereinander veröffentlicht.

## Covergestaltung

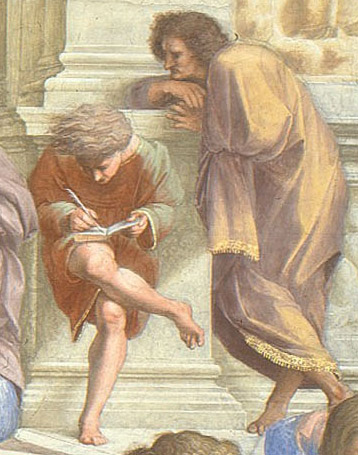
Ausschnitt aus Die Schule von Athen, der für das Artwork verwendet wurde

Bei dem für beide Studioalben gewählten Covermotiv handelt es sich um einen Ausschnitt aus dem Wandgemälde Die Schule von Athen von Raffael. Dieses entstand im 16. Jahrhundert und zeigt in seiner Gesamtheit eine lange Räumlichkeit aus der zentralen Perspektive. Zu sehen sind auf diesem Bild zahlreiche Wissenschaftler und Philosophen in einer Art Versammlung. Die größte Breite dieses Gemäldes ist auf mehr als 7,70 Meter ausgerichtet. Der Bildausschnitt ist auf beiden Alben der Gleiche, allerdings ist die Farbgebung unterschiedlich. Das erste Album ist mit roter und gelber Farbgebung eher warm gestaltet, während das zweite Album in blau und violett kälter gefärbt ist. Für die Gestaltung beider Albencover war der estnisch-amerikanische Künstler Mark Kostabi verantwortlich.

## Titelliste

### Use Your Illusion I
1. Right Next Door to Hell (Axl Rose, Izzy Stradlin, Timo Caltia) – 3:00
2. Dust N’ Bones (Izzy Stradlin, Duff McKagan, Slash) – 4:56
3. Live and Let Die (Paul McCartney, Linda McCartney) – 2:59 (Originalinterpret: Wings)
4. Don’t Cry (Izzy Stradlin, Axl Rose) – 4:40 (Original Version)
5. Perfect Crime (Slash, Izzy Stradlin, Axl Rose)- 2:23
6. You Ain’t the First (Izzy Stradlin) – 2:35
7. Bad Obsession (Izzy Stradlin, West Arkeen) – 5:28
8. Back Off Bitch (Axl Rose, Paul Huge) – 5:03
9. Double Talkin' Jive (Izzy Stradlin) – 3:23
10. November Rain (Axl Rose) – 8:56
11. The Garden (Axl Rose, West Arkeen, Del James) – 5:22 (feat. Alice Cooper)
12. Garden of Eden (Slash, Axl Rose) – 2:41
13. Don’t Damn Me (Slash, Dave Lank, Axl Rose) – 5:18
14. Bad Apples (Slash, Duff McKagan, Izzy Stradlin, Axl Rose) – 4:28
15. Dead Horse (Axl Rose) – 4:17
16. Coma (Slash, Axl Rose) – 10:16

### Use Your Illusion II
1. Civil War (Slash, Duff McKagan, Axl Rose) – 7:36
2. 14 Years (Izzy Stradlin, Axl Rose) – 4:17
3. Yesterdays (West Arkeen, Del James, Billy McCloud, Axl Rose) – 3:13
4. Knockin’ on Heaven’s Door (Bob Dylan) – 5:36 (Originalinterpret: Bob Dylan)
5. Get in the Ring (Slash, Duff McKagan, Axl Rose) – 5:29
6. Shotgun Blues (Axl Rose) – 3:23
7. Breakdown (Axl Rose) – 6:58
8. Pretty Tied Up (Izzy Stradlin) – 4:46
9. Locomotive (Slash, Axl Rose) – 8:42
10. So Fine (Duff McKagan) – 4:04
11. Estranged (Axl Rose) – 9:10
12. You Could Be Mine (Izzy Stradlin, Axl Rose) – 5:48
13. Don’t Cry (Izzy Stradlin, Axl Rose) – 4:40 (Alternate Lyrics)
14. My World (Axl Rose) – 1:22

## Einzelne Lieder

### Use Your Illusion I
→ siehe auch: Don’t Cry, November Rain
- Dust N’ Bones: Hierbei handelt es sich um das erste Lied auf dem Album, bei dem Izzy Stradlin statt Axl Rose als Sänger zu hören ist. Weiterhin ist es auch der erste Song, bei dem Dizzy Reed am Piano mitwirkte. Musikalisch verstärkt wird Dust N’ Bones durch eine Gitarre mit einer Talkbox, ein Instrument, welches auch Aerosmith – laut Rose eine der größten Einflüsse von Guns N’ Roses – regelmäßig verwenden.

- Live and Let Die: Das Lied ist ein Paul-McCartney-and-Wings-Cover und in der Original-Version das Titellied des Films James Bond 007 – Leben und sterben lassen. Das Musikvideo wurde im November 1991 kurz vor dem Ausscheiden von Izzy Stradlin als Letztes mit dem Gitarristen gedreht.

- Don’t Cry: Dieses Lied gilt als erstes, welches die Band in ihrer Geschichte geschrieben hat und wurde bereits Jahre vor der Veröffentlichung des Albums auf diversen Livekonzerten gespielt. Auf Use Your Illusion I ist die Version mit dem ursprünglichen Text enthalten, während auf dem zweiten Album eine aktuellere, umgeschriebene Version des Titels vertreten ist. Don’t Cry war ursprünglich als erste Single aus dem Illusion-Segment vorgesehen, jedoch entschied man sich schließlich aus kommerziellen Gründen für You Could Be Mine als erste Single, da dieses Lied zum Soundtrack des James-Cameron-Films Terminator 2 – Tag der Abrechnung gehörte und man die Veröffentlichung des Liedes mit dem des Filmes möglichst gleichsetzen wollte.

- You Ain’t the First: Im Gegensatz zu den meisten Liedern auf dem Album sind hier keinerlei elektrische Gitarren zu hören. Stattdessen werden hier Akustikgitarren eingesetzt, vergleichbar mit dem Stil auf dem Album G N’ R Lies. Auch ein von Tim Doyle gespieltes Tamburin ist hier vertreten, welche dem Song einen leichten Folk-Rock-Touch verleiht. Als einziges Stück der Band sind hier drei verschiedene Leadsänger zu hören: Izzy Stradlin, Axl Rose und Shannon Hoon.

- Back off Bitch: Dieses Lied wurde bereits vor der Appetite-for-Destruction-Zeit geschrieben und sei laut einem Rolling-Stone-Interview mit Axl Rose aus dem Jahr 1992 zur Veröffentlichung bereits „zehn Jahre alt“ gewesen. Tatsächlich wurde der Song auch schon auf Konzerten vor der Veröffentlichung des Debütalbums live präsentiert.

- Don’t Damn Me: Dieses Stück ist das Einzige von Use Your Illusion I, welches niemals von der Band live gespielt worden ist.

### Use Your Illusion II
→ siehe auch Knockin’ on Heaven’s Door, You Could Be Mine
- Civil War: Dieser Titel erschien bereits 1990 auf dem Sampler Nobody's Child: Romanian Angel Appeal. Es handelt sich um einen Protestsong gegen den Krieg im Allgemeinen. Der kurze Texteinspieler zu Beginn des Liedes entstammt dem Film Der Unbeugsame.

- 14 Years: Dieses Stück ist eines der wenigen Songs, bei dem komplett der Gitarrist Izzy Stradlin als Sänger zu hören ist, den Refrain singt er hier zusammen mit Axl Rose.

- Get in the Ring: Das Lied Get in the Ring ist ein Angriff auf Journalisten und Zeitschriften, die nach Meinung der Band oder Axl Rose selbst Gegner von Guns N’ Roses waren. Im Text werden sie aufgefordert, sich mit dem Sänger „im Ring“ zu treffen, damit er sie verprügeln kann. Namentlich werden Andy Secher (Hitparader), das Circus Magazine, Mick Wall (Kerrang) und Bob Guccione Jr. (Spin Magazine) genannt. Sie werden bezichtigt, Lügen über die Band zu veröffentlichen und so die Fans um ihr hart verdientes Geld zu bringen. Anlass dafür, Mick Wall anzugreifen, war ein Artikel, den der Journalist am 21. April 1990 in Kerrang! Nr. 286/287 über ein Interview mit Axl Rose veröffentlicht hatte. In der Folge weigerte sich die Band, überhaupt jemals wieder für Kerrang! zur Verfügung zu stehen, wenn das Problem mit Wall nicht gelöst würde.[1]

- Breakdown: Sänger Axl Rose äußerte sich einmal, dass die Gesangsspur am Ende dieses Liedes das Einzige sei, was ihn in Verbindung mit den Use-Your-Illusion-Alben nicht zufrieden stellte. Weiterhin berichtete Gitarrist Slash, dass dieser Song zu den schwierigsten gehöre, die von der Band jemals aufgenommen wurden.

- Locomotive: In diesem Lied wird mit der Textzeile „You can use your illusion, let it take you where it may“ der Albumtitel benannt.

- You Could Be Mine: Dieses Stück erschien als erste Single vor Veröffentlichung der beiden Alben und wurde auch auf dem Soundtrack zum Arnold-Schwarzenegger-Film Terminator 2 – Tag der Abrechnung verwendet, weshalb auch die Single-Veröffentlichung dieses Liedes der Auskopplung des ursprünglich vorgesehenen Don’t Cry vorgezogen wurde.

## Veröffentlichungen

### Formate
Die Vinylausgaben wurden jeweils als Doppelalbum veröffentlicht. Mit Spielzeiten von je über 75 Minuten konnten beide Alben auf je eine CD gepresst werden.

### Kompilationsalbum
Am 17. September 1998, genau sieben Jahre nach der Veröffentlichung der beiden Alben, erschien in den USA eine Zusammenfassung beider Alben auf einer einzelnen CD. Diese enthält die folgenden Lieder:

#### Use Your Illusion I
1. Live and Let Die (Paul McCartney, Linda McCartney) – 3:04 (Originalinterpret: Wings)
2. Don’t Cry (Axl Rose, Izzy Stradlin) – 4:44 (Original Version)
3. You Ain’t the First (Izzy Stradlin) – 2:36
4. November Rain (Axl Rose) – 8:57
5. The Garden (Axl Rose, West Arkeen, Del James) – 5:22 (feat. Alice Cooper)
6. Dead Horse (Axl Rose) – 4:17

#### Use Your Illusion II
1. Civil War (Axl Rose, Slash, Duff McKagan) – 7:42
2. 14 Years (Axl Rose, Izzy Stradlin) – 4:21
3. Yesterdays (Axl Rose, Arkeen, James, Billy McCloud) – 3:16
4. Knockin’ on Heaven’s Door (Bob Dylan) – 5:20
5. Estranged (Axl Rose) – 9:23
6. Don’t Cry (Axl Rose, Izzy Stradlin) – 4:43 (Alternate Lyrics)

### Konzertvideos
Im Dezember 1992 erschienen erstmals gleich zwei ebenfalls gleichzeitig veröffentlichte Live-Videos, welche unter denselben Titel wie die beiden Alben herausgebracht wurden. Es handelt sich jeweils um einen Teil eines Live-Mitschnittes vom am 22. Februar 1992 im Japan aufgezeichneten Konzertes, welches 2003 erstmals auch auf DVD mit der gleichen Verkaufsstrategie einzeln erschien. Die Videos laufen zusammen drei Stunden (90 Min. je Video) und enthalten die folgenden Titel:

#### Use Your Illusion I
1. Introduction: Tokio! Banzai motherfuckers! From Hollywood... Guns N Roses!
2. Nightrain
3. Mr. Brownstone
4. Live and Let Die
5. It’s So Easy
6. Bad Obsession
7. Attitude
8. Pretty Tied Up
9. Welcome to the Jungle
10. Don’t Cry (Original)
11. Double Talkin' Jive
12. Civil War
13. Wild Horses
14. Patience
15. November Rain

#### Use Your Illusion II
1. Introduction
2. You Could Be Mine
3. Drum Solo & Guitar Solo
4. Theme from The Godfather
5. Sweet Child o’ Mine
6. So Fine
7. Rocket Queen
8. Move to the City
9. Knockin’ on Heaven’s Door
10. Estranged
11. Paradise City

## Singles und Videos

### Don’t Cry
Don’t Cry gehört zusammen mit November Rain und Estranged zur sogenannten Trilogie. Diese drei Musikvideos wurden mit sehr großem Aufwand produziert. Gedreht wurde das Video im Sommer 1991 an verschiedenen Orten in Los Angeles. Inhaltlich gesehen kann man dem Video einen großen Interpretationsspielraum zugestehen, da man die einzelnen Szenen nicht genau einer Aussageabsicht zuordnen kann. So wird zu Anfang des Videos gezeigt, wie Axl Rose mit schmerzverzerrtem Gesicht durch eine verschneite Landschaft zieht und in der linken Hand einen Revolver hält. Daraufhin findet ein Szenenwechsel statt. In der nächsten Szene befindet er sich in einer Villa und hält eine Pistole in der Hand. Seine Freundin (Stephanie Seymour, mit der er auch in Wirklichkeit liiert war), versucht ihm die Pistole zu entreißen. Es kommt zu einer Rangelei, bei der am Ende Seymour mit einem erschöpften Gesichtsausdruck die Pistole besitzt. Wieder erfolgt ein Szenenwechsel und man sieht das Paar auf einem Friedhof picknicken. Erneuter Szenenwechsel: Man sieht, wie Axl Rose im Wasser verzweifelt versucht, an die Oberfläche zu gelangen, jedoch von seiner Freundin nach unten gezogen wird.
Danach sieht man die Band auf dem Dach eines Hochhauses spielen. Das besondere dabei ist, dass Shannon Hoon, Sänger der Band Blind Melon, zusammen mit Rose singt. Dizzy Reed trägt ein T-Shirt mit der Aufschrift „Where’s Izzy“ (als Anspielung darauf, dass Izzy Stradlin zum Videodreh nicht erschienen war, da er seinen Austritt aus der Band kurz davor mitgeteilt hatte). Nach einigen Sekunden sieht man die Band in einer Piano-Bar. Axl Rose spielt auf einem Piano und flirtet dabei mit einer Blondine, als seine Freundin die Bar betritt. Seymour greift die Blondine an, wirft sie zu Boden und wirft Gläser nach ihr. Es artet in eine Rangelei aus. Daraufhin sieht man die Band wieder auf dem Dach des Hochhauses spielen.
Man sieht dann, wie Duff McKagan und Slash offensichtlich einen Streit mit zwei Frauen haben. Duff McKagan wird mit einer Flasche beworfen und Slash, der mit dem Auto auf einer Landstraße fährt, wird von einer Frau auf dem Beifahrersitz angegriffen. Er rast mit einem Mustang auf eine Schlucht zu. Kurz vor dem Absturz erkennt man ein sarkastisches Grinsen auf Slashs Gesicht. Das Fahrzeug stürzt hinunter und explodiert daraufhin. Slash taucht erneut wieder auf. Diesmal spielt er seine Gitarre und wirft sie daraufhin die Schlucht hinunter.
Plötzlich sieht man drei Mal Axl Rose gleichzeitig in einer Art Klinik. Einmal liegt er als Patient auf einer Liege, während er zweimal in verschiedener Kleidung neben dieser Liege steht. Die zwei stehenden Doppelgänger des Sängers diskutieren kurz, worauf sich einer von ihnen umdreht, in einen Spiegel läuft und durch diesen verschwindet. Anschließend sieht man Axl Rose, wie er in seinem eigenen Grab nach einem hereinfallenden Sonnenstrahl strebt. Dann sieht man ihn, wie er auf der Couch einer Psychotherapeutin liegt und von ihr beruhigt wird. Dann steigt er mit schwarzer Sonnenbrille auf dem Friedhof aus einem Auto und geht zu seinem eigenen Grab. Als Todesjahr ist 1990 auf der Grabplatte eingemeißelt. In seinem Grab sitzend schaut er nach oben zum Licht, ein Vogel fliegt und ein Baby kommt aus dem Wasser empor. Das Video endet mit dem lang gezogenen Wort „tonight“. Die Kreativität der Band ist auch hier ersichtlich, denn die langgezogene Silbe „igh“, erweckt den Anschein, als würde das Lied mit dem Wort „cry“ enden.

### November Rain
Im zweiten Teil der Trilogie wird die Geschichte von Don’t Cry weitererzählt. Für viele gilt das Video mit seiner visuellen Umsetzung der Emotionen des Songs als Meilenstein der Musikvideo-Geschichte. Mit einem Budget von ca. 1,5 Mio. Dollar ist es bis heute in den Top 20 der teuersten Musikvideos aller Zeiten vertreten. Das Video ist in mehrere Teile fragmentiert und basiert auf der Kurzgeschichte Without You von Del James.
Das Video wird mit einer recht kurzen Anfangsszene eingeleitet. Man sieht Axl Rose, wie er Schlaftabletten einnimmt und sich schlafen legt, während es draußen regnet und ein Gewitter herrscht. Des Weiteren besteht das Video aus einem Auftritt eines spielenden Orchesters und Rose am Piano in einem vollbesuchten Theater. Es gehört zu den Hauptelementen des Videos und begleitet den dritten Bestandteil in abwechselnden Szenen, nämlich die eigentliche Geschichte einer kirchlichen Hochzeit, zelebriert von Axl Rose und seiner damaligen Lebensgefährtin Stephanie Seymour. Slash, der auch in der Kirche seinen bekannten Zylinder trägt und raucht, versäumt es, sich um die Eheringe zu kümmern. Man sieht die nachdenkliche Mimik des Pfarrers und die Erleichterung, nachdem Duff McKagan mit den Eheringen ausgeholfen hat. Slash verlässt nach Eheschließung die Kirche als erster und findet sich in einer verlassenen Steppenlandschaft wieder, wo er dann eines der Soli im Song spielt.
Danach sieht man Axl Rose und Stephanie Seymour wieder, wie sie aus einer Kirche in Richtung Auto laufen. Weitere Szenenwechsel folgen, man sieht die Hochzeitsfeierlichkeiten und wie das Pärchen die Hochzeitstorte anschneidet. Daraufhin bricht ein wolkenbruchartiger Regen aus. Alle Gäste rennen panisch durcheinander, und am Ende wird ein einziges Chaos hinterlassen. Es folgt ein erneuter Szenenwechsel, der akustisch eingeleitet wird. Statt des weiteren Verlaufs der Hochzeitsfeierlichkeiten sieht man plötzlich Stephanie Seymour in einem Sarg liegen und einen trauernden Axl Rose in der ersten Reihe der Kirche. Der Trauerzug verlässt die Kirche. Auf dem Friedhof findet dann die Beerdigung statt, welche wiederum von einem heftigen Regen heimgesucht wird. Danach sieht man Rose schlafend in seinem Bett, man kann ihm ansehen, dass er einen Alptraum hat, und er wacht erschrocken auf. In der letzten Szene des Videos sieht man Axl Rose vom Regen durchnässt alleine am Grab hocken. Das Video wird beendet mit einem Strauß Blumen auf dem Grab. Das Musikvideo gewann 1992 den MTV Video Music Award für die beste Kameraführung.

### Estranged
Estranged ist der dritte und letzte Teil der Trilogie, wird aber im Allgemeinen als Part IV of the Trilogy bezeichnet, da das Musikvideo ein anderes Konzept besitzt als die vorhergegangenen. Dies ist damit zu begründen, dass Axl Rose sich in der Zwischenzeit von Stephanie Seymour getrennt hat und somit keine Fortsetzung des eigentlichen Entwicklungsstrangs möglich ist.
Dieses Video ist das mit Abstand teuerste und aufwändigste, das die Band in ihrer Geschichte gedreht hat. Es entstand unter anderem in Axls Villa, während eines Konzerts im Münchner Olympiastadion, auf den Bahamas und in Los Angeles zwischen dem 26. Juni und dem 19. August 1993.

## Rezeption
Vielfach wurde die doppelte Veröffentlichung kritisiert. Man warf der Band vor, sie hätte kommerzielle Motive für diese zweigleisige Veröffentlichung. Darüber hinaus sorgte die größere Massentauglichkeit der Songs für Unmut unter den „alten“ Fans. Viele waren und sind der Meinung, die Bedeutung von Use Your Illusion in der Geschichte der Rockmusik wäre viel größer, hätte man die qualitativ besten Songs der beiden Alben zusammengefasst und als ein einziges Album veröffentlicht. Insgesamt verkauften sich beide Alben ca. 35 Millionen Mal.

## Kommerzieller Erfolg

### Chartplatzierungen
In Kanada erreichten beide Alben Platz eins der Charts, dies gelang der Gruppe in keinem anderen Land.
Use Your Illusion I
| ChartsChartplatzierungen       | Höchstplatzierung | Wochen |
| ------------------------------ | ----------------- | ------ |
| Deutschland (GfK)              | 4 (105 Wo.)       | 105    |
| Österreich (Ö3)                | 2 (42 Wo.)        | 42     |
| Schweiz (IFPI)                 | 3 (36 Wo.)        | 36     |
| Vereinigte Staaten (Billboard) | 2 (108 Wo.)       | 108    |
| Vereinigtes Königreich (OCC)   | 2 (85 Wo.)        | 85     |

| ChartsJahrescharts (1991) | Platzierung |
| ------------------------- | ----------- |
| Deutschland (GfK)         | 63          |
| Österreich (Ö3)           | 34          |

| ChartsJahrescharts (1992) | Platzierung |
| ------------------------- | ----------- |
| Deutschland (GfK)         | 9           |
| Österreich (Ö3)           | 14          |
| Schweiz (IFPI)            | 37          |

| ChartsJahrescharts (1993) | Platzierung |
| ------------------------- | ----------- |
| Deutschland (GfK)         | 40          |

Use Your Illusion II
| ChartsChartplatzierungen       | Höchstplatzierung | Wochen |
| ------------------------------ | ----------------- | ------ |
| Deutschland (GfK)              | 2 (104 Wo.)       | 104    |
| Österreich (Ö3)                | 1 (73 Wo.)        | 73     |
| Schweiz (IFPI)                 | 2 (61 Wo.)        | 61     |
| Vereinigte Staaten (Billboard) | 1 (106 Wo.)       | 106    |
| Vereinigtes Königreich (OCC)   | 1 (86 Wo.)        | 86     |

| ChartsJahrescharts (1991) | Platzierung |
| ------------------------- | ----------- |
| Deutschland (GfK)         | 51          |
| Österreich (Ö3)           | 27          |

| ChartsJahrescharts (1992) | Platzierung |
| ------------------------- | ----------- |
| Deutschland (GfK)         | 5           |
| Österreich (Ö3)           | 3           |
| Schweiz (IFPI)            | 5           |

| ChartsJahrescharts (1993) | Platzierung |
| ------------------------- | ----------- |
| Deutschland (GfK)         | 31          |

### Auszeichnungen für Musikverkäufe
In den USA gab es für beide Alben jeweils siebenfach Platin für die Gruppe, in Großbritannien gab es jeweils Platin.
| Land/Region                  | Auszeichnungen für Musikverkäufe (Land/Region, Auszeichnung, Verkäufe) | Verkäufe    |
| ---------------------------- | ---------------------------------------------------------------------- | ----------- |
| Argentinien (CAPIF)          | 5× Platin                                                              | 300.000     |
| Australien (ARIA)            | 4× Platin                                                              | 280.000     |
| Belgien (BRMA)               | 2× Platin                                                              | 100.000     |
| Brasilien (PMB)              | Diamant                                                                | 1.000.000   |
| Dänemark (IFPI)              | 2× Platin                                                              | 40.000      |
| Deutschland (BVMI)           | 2× Platin                                                              | 1.000.000   |
| Europa (IFPI)                | Platin                                                                 | (1.000.000) |
| Finnland (IFPI)              | Platin                                                                 | 67.662      |
| Frankreich (SNEP)            | Platin                                                                 | 300.000     |
| Italien (FIMI)               | Platin (1992) · + Platin (2019)                                        | 250.000     |
| Japan (RIAJ)                 | 2× Platin                                                              | 400.000     |
| Kanada (MC)                  | Diamant                                                                | 1.000.000   |
| Mexiko (AMPROFON)            | 3× Gold                                                                | 350.000     |
| Neuseeland (RMNZ)            | 5× Platin                                                              | 75.000      |
| Niederlande (NVPI)           | 2× Platin                                                              | 200.000     |
| Norwegen (IFPI)              | 2× Platin                                                              | 100.000     |
| Österreich (IFPI)            | 2× Platin                                                              | 100.000     |
| Polen (ZPAV)                 | Gold                                                                   | 10.000      |
| Schweden (IFPI)              | Platin                                                                 | 100.000     |
| Schweiz (IFPI)               | 2× Platin                                                              | 100.000     |
| Spanien (Promusicae)         | Platin                                                                 | 100.000     |
| Vereinigte Staaten (RIAA)    | 7× Platin                                                              | 7.000.000   |
| Vereinigtes Königreich (BPI) | Platin                                                                 | 300.000     |
| Insgesamt                    | 2× Gold · 46× Platin · 2× Diamant ·                                    | 13.172.662  |

| Land/Region                  | Auszeichnungen für Musikverkäufe (Land/Region, Auszeichnung, Verkäufe) | Verkäufe    |
| ---------------------------- | ---------------------------------------------------------------------- | ----------- |
| Argentinien (CAPIF)          | 6× Platin                                                              | 360.000     |
| Australien (ARIA)            | 5× Platin                                                              | 350.000     |
| Brasilien (PMB)              | Diamant                                                                | 1.000.000   |
| Dänemark (IFPI)              | 2× Platin                                                              | 40.000      |
| Deutschland (BVMI)           | 5× Gold                                                                | 1.250.000   |
| Europa (IFPI)                | Platin                                                                 | (1.000.000) |
| Finnland (IFPI)              | Platin                                                                 | 76.688      |
| Frankreich (SNEP)            | Platin                                                                 | 300.000     |
| Italien (FIMI)               | Platin (1992) · + Platin (2021)                                        | 250.000     |
| Japan (RIAJ)                 | 2× Platin                                                              | 400.000     |
| Kanada (MC)                  | 9× Platin                                                              | 900.000     |
| Mexiko (AMPROFON)            | Platin                                                                 | 250.000     |
| Neuseeland (RMNZ)            | 5× Platin                                                              | 75.000      |
| Niederlande (NVPI)           | Platin                                                                 | 100.000     |
| Norwegen (IFPI)              | 2× Platin                                                              | 100.000     |
| Österreich (IFPI)            | 2× Platin                                                              | 100.000     |
| Schweden (IFPI)              | Platin                                                                 | 100.000     |
| Schweiz (IFPI)               | 3× Platin                                                              | 150.000     |
| Spanien (Promusicae)         | Platin                                                                 | 100.000     |
| Vereinigte Staaten (RIAA)    | 7× Platin                                                              | 7.000.000   |
| Vereinigtes Königreich (BPI) | Platin                                                                 | 300.000     |
| Insgesamt                    | 1× Gold · 55× Platin · 1× Diamant ·                                    | 12.481.688  |

## Trivia
- Das deutsche Label Wanker Records veröffentlicht unter dem Namen Killer in Your Radio einen CD-Sampler (bis Juni 2007 drei Folgen u. a. mit White Zombie und den Ramones), welcher stets mit dem von Mark Kostabi gemalten Artwork in abwechselnden Grundfarben erschien.
- Die Kölner Indierockband Locas in Love veröffentlichte 2015 bei Warner Music ihr von der Kritik hochgelobtes Doppelalbum Use Your Illusion 3&4, das außer dem offensichtlichen Bezug im Titel weder musikalisch noch im Artwork Gemeinsamkeiten mit den ersten beiden Use Your Illusion-Parts aufweist. In Interviews äußerten sich Locas in Love häufig begeistert über den Exzess und Größenwahn der GnR-Illusion-Saga.